# Emily Brontë
Emily Jane Brontë (Thornton, 30 de julio de 1818 - Haworth, 19 de diciembre de 1848) fue una escritora británica. Su obra más importante es la novela Cumbres Borrascosas (1847), considerada un clásico de la literatura inglesa, que fue publicada bajo el pseudónimo masculino de Ellis Bell para sortear así las dificultades que tenían las mujeres del siglo xix en el reconocimiento de su trabajo literario. La novela, considerada inicialmente como salvaje y burda por los críticos, fue reconocida con el tiempo como la expresión más genuina, profunda y contenida del alma romántica inglesa y una de las obras más importantes de la época victoriana. Fue hermana de las también escritoras Charlotte y Anne Brontë.

## Biografía
Fue la quinta de seis hermanos. En 1820 la familia se trasladó a Haworth, donde su padre fue nombrado párroco anglicano.
Su madre murió el 22 de septiembre de 1821 y, en agosto de 1824, Charlotte y Emily fueron enviadas con sus hermanas mayores, María y Elizabeth, al colegio de Clergy Daughters, en Cowan Bridge, Lancashire, donde cayeron enfermas de tuberculosis. En este colegio se inspiró Charlotte Brontë para describir el siniestro colegio Lowood que aparece en su novela Jane Eyre. María y Elizabeth volvieron enfermas a Haworth y murieron de tuberculosis en 1825. Por este motivo, y por las pésimas condiciones del colegio, la familia sacó a Charlotte y a Emily del internado.
Durante su infancia y tras la muerte de su madre, las tres hermanas Brontë, y Emily, junto a su hermano Branwell, inventaron un mundo de ficción formado por tres países imaginarios —Angria, Gondal y Glass Town— y solían jugar a inventarse historias ambientadas en él.
Para divertirse entre ellas en aquel pueblo aislado, transformaron en su imaginación unos soldados de madera en personajes de una serie de historias que escribieron sobre el reino imaginario de Angria, propiedad de Charlotte, y su hermano Branwell (1817-1848), y el de Gondal, que era el de Emily y Anne. Se conservan un centenar de cuadernos escritos a mano, iniciados en 1829, de las crónicas de Angria, pero ninguno de la saga de Gondal, iniciados en 1834, a excepción de algunos poemas de Emily.
En 1838, Emily empezó a trabajar como institutriz en Law Hill, cerca de Halifax. Más tarde, junto a su hermana Charlotte, fue alumna de un colegio privado en Bruselas, hasta que la muerte de su tía la hizo volver a Inglaterra. Emily se quedó a partir de entonces como administradora de la casa familiar.
La gran preocupación de sus últimos años fue el cuidado de Branwell, un hombre fracasado en la pintura, que había sido despedido del modesto empleo que había logrado en las oficinas del ferrocarril y expulsado de la escribanía de un tal señor Robinson por cortejar a su esposa. La adicción a la bebida fue extrema en los últimos años a la que añadió el consumo indiscriminado del opio. Emily, considerada una persona severa, de temperamento intransigente y poco efusiva, le atendió hasta el final de sus días. Permanecía despierta hasta que Branwell, ebrio y desvariando regresaba al hogar, lo que ocurría con frecuencia a altas horas de la noche, para ayudarle a acostarse. Parece que muchas páginas de Cumbres Borrascosas y algunos de sus poemas fueron escritos durante estas vigilias.
En 1846, Charlotte descubrió por casualidad las poesías que escribía su hermana Emily. Las tres hermanas Brontë decidieron entonces publicar un libro de poesía conjunto.
En el tomo destacan especialmente las poesías de Emily a quien la crítica literaria ha considerado como una de las mejores poetisas de Inglaterra. Las de Anne, aunque no de tan alto nivel, son también superiores a las de Charlotte, cuyo talento era esencialmente novelesco. Solo se vendieron dos ejemplares del libro, que pasó inadvertido; pero las Brontë no se desanimaron y decidieron escribir una novela cada una.
En 1847 Emily publicó Cumbres Borrascosas, una novela que se ha convertido en un clásico de la literatura inglesa victoriana a pesar de que inicialmente, debido a su innovadora estructura, desconcertó a los críticos.
Al igual que la de sus hermanas, la salud de Emily fue siempre muy delicada. Murió el 19 de diciembre de 1848 de tuberculosis a los 30 años, tras haber contraído un resfriado en septiembre durante el funeral de su hermano. Fue enterrada en la iglesia de San Miguel de Todos los Santos en Haworth, Yorkshire del Oeste, Inglaterra.

## Obras bajo pseudónimos
Para evitar los prejuicios que recaían en la época sobre las mujeres escritoras, las tres hermanas utilizaron pseudónimos masculinos: Currer Bell, Ellis Bell y Acton Bell empleando cada hermana las iniciales de su nombre en ellos.
Las tres escribieron novelas con protagonistas femeninas independientes, valientes e inteligentes, que vivían historias de amor muy apasionadas. Sus historias y personajes no eran muy bien vistos en su época y, si firmaba una mujer, la censura era mayor. En una ocasión Charlotte Brontë mandó unos versos en busca de apoyo al poeta Robert Southey y recibió como toda respuesta lo siguiente: «La literatura no es asunto de mujeres y no debería serlo nunca». No fue hasta que sus libros tuvieron éxito que Charlotte Brontë decidió descubrir su verdadera identidad.

## Adaptaciones deCumbres Borrascosas
Cumbres Borrascosas ha sido llevada varias veces al cine desde la época muda. La adaptación más valorada mundialmente es la que William Wyler dirigió en 1939 con Laurence Olivier, Merle Oberon y David Niven en los papeles protagonistas. Pese a ser, como todas, una versión parcial de la novela, la cinta consigue no traicionar el espíritu de la historia y resulta dramática, romántica y viva. En 1953, Luis Buñuel hizo una adaptación aún más fiel a la novela en México, titulada Abismos de pasión, donde los personajes no son tan seductores como en la versión de 1939. Además, no se preocupa por adaptarla al gusto de Hollywood, sino que rescata sobre todo el espíritu extremo de los personajes. No hace ningún esfuerzo en hacer «querible» a Heatchcliff, porque lo quiere como lo expone Brontë: violento, burdo, inadaptado, resentido, y profundamente enamorado. No se esfuerza por dar a Catherine pinceladas de «humanidad», porque la quiere como es: caprichosa, neurótica, frágil, con los defectos de toda niña mimada y profundamente enamorada. Además, la brecha de la diferencia social entre ellos dos se hace más notoria.